# 김성표 (배우)
김성표(1978년 3월 8일 ~ )은 대한민국의 배우이다.

## 학력
- 서울예술대학 연극과

## 연기 활동

### 영화
- 2004년 《효자동 이발사》 ... 군인 1 역
- 2004년 《신부수업》 ... 신학생 5 역
- 2005년 《레드 아이》 ... 커플 남 역
- 2011년 《모비딕》 ... 기자2 역
- 2012년 《무서운 이야기 - 콩쥐 팥쥐》 ... 성형외과 의사 역
- 2013년 《몽타주》 ... 봄이아빠 역

## 연극
- 2008년: 《호야》
- 2008년: 《청춘 18대 1》
- 2009년: 《왕세자 실종 사건》

## 수상
- 2007년 3회 평택 피어선 영화제 남자 우수상